# Philipp Breuer
Philipp Breuer (20. November 1811 in Alzey – 27. November 1851 in Wiesbaden) war ein deutscher Theaterschauspieler.

## Leben
Breuer musste sich schon frühzeitig sein Brot verdienen und da er eine begeisterte Liebe zur dramatischen Kunst empfand, wurde er Schauspieler. Seine äußeren Mittel erleichterten sein Bestreben, ein angenehmes Organ und eine anmutige Gestalt unterstützen sein Talent und so konnte er, kaum zum Jüngling herangereift, sich als erster Liebhaber einer Direktion anschließen, welche speziell den Rhein bereiste. Er fand überall Beifall.
Nachdem er längere Gastspiele in Hamburg, Bremen, Lübeck etc. absolviert hatte, lockte ihn ein Antrag nach Frankfurt. Hier gastierte er als „Hamlet“ und gefiel so außerordentlich, dass man ihm sofort einen fünfjährigen Kontrakt anbot, welcher später noch erneuert wurde. Er spielte fast täglich und benutzte jede freie Zeit zu Gastspiel-Ausflügen.
Diese künstlerischen Anstrengungen rieben jedoch seine Gesundheit auf und er solle im besten Mannesalter scheiden müssen. Die letzten Worte Hamlets „der Rest ist Schweigen“ sollten auch seine bedeutungsvollen letzten Worte auf der Bühne werden.
Er begab sich zur Erholung und Wiederherstellung in die Kaltwasserheilanstalt bei Wiesbaden und wollte daselbst gekräftigt, seine künstlerische Tätigkeit wieder aufnehmen. Allein nur als Leiche sah ihn Frankfurt wieder. Er starb am 27. November 1851 in Wiesbaden. Zu seinen hervorragendsten Rollen waren außer Hamlet zu zählen, „Carlos“, „Posa“, „Bolingbroke“ und „Heinrich IV“. Die Erinnerung an diese Leistungen blieb in Frankfurt noch lange nach seinem Ableben lebendig.